# Tomasz Majewski
Tomasz Majewski (Nasielsk, 30 augustus 1981) is een Pools kogelstoter. Hij werd tweevoudig olympisch kampioen en verzamelde een twintigtal Poolse titels in deze discipline.

## Biografie

### Jeugd en prestatieontwikkeling
Majewski, die als kind aanvankelijk schrijver had willen worden, pakte de sport op toen hij vijftien jaar oud was. Aanvankelijk gaf hij de voorkeur aan basketbal, maar zijn neef, die atletiektrainer was, haalde hem over om te kiezen voor de atletiek. In juli 1998 werd hij, nog geen zeventien jaar oud, 21e in de kwalificatie van het kogelstoten voor de Poolse jeugdolympiade.
Op zijn achttiende, in 2000, maakte hij zijn allereerste opwachting bij de Poolse seniorenkampioenschappen, waarin hij zevende werd, een jaar later op diezelfde kampioenschappen gevolgd door een zesde plaats. Inmiddels had hij met een beste prestatie van 18,34 m dat jaar ook de achttien metergrens overschreden. Die prestatieontwikkeling zette hij gestaag voort, want toen Majewski in 2002 zijn eerste titel bij de senioren veroverde, deed hij dat met een stoot van 19,33. En in 2003 kwam hij met een beste jaarprestatie van 20,09 voor het eerst voorbij de twintig meter. Vervolgens duurde het tot 2008, voordat hij met 21,51 ook de 21 metergrens overschreed.

### Eerste internationale optredens
In 2003 maakte Majewski zijn debuut in de Poolse nationale ploeg met een optreden tijdens de Europacupwedstrijd in Florence, waar hij vierde werd en met 20,09 zijn PR verbeterde. Het was tevens zijn beste jaarprestatie. Dat jaar nam hij ook deel aan de Europese kampioenschappen voor U23-atleten in eigen land, Bydgoszcz. Hij werd er vierde met 19,92, vlak achter de Nederlander Rutger Smith, die met een stoot van 20,18 het brons voor zijn neus wegkaapte. Op de universiade in Daegu werd hij ten slotte vijfde met 18,87.
Nadat hij in 2004 van start was gegaan met het veroveren van zijn eerste Poolse indoortitel, nam Tomasz Majewski deel aan de wereldindoorkampioenschappen in Boedapest, waar hij met een vierde plaats opnieuw net buiten de prijzen viel, maar ditmaal wel met 20,83, een forse verbetering van het Poolse indoorrecord, dat op 20,36 stond.
Het buitenseizoen stond in het teken van de Olympische Spelen in Athene, waarvoor een limietprestatie van 20,30 werd vereist. Na verschillende vruchteloze pogingen slaagde Majewski er ten slotte op 31 juli in Minsk in om zich met zijn beste outdoorprestatie van 20,52 te kwalificeren voor Athene. Toen het erop aankwam bleef de Pool in het historische Olympia echter met 19,55 op een negende plaats in zijn groep en als achttiende in totaal in de kwalificatieronde steken.

### Eerste belangrijke titel in 2005
Na het behalen van zijn tweede Poolse indoortitel in 2005 lukte het Majewski ook op de Europese indoorkampioenschappen in Madrid niet om door de kwalificatie heen te komen; met 19,57 bleef hij op een tiende plaats steken. Later dat jaar, op de wereldkampioenschappen in Helsinki, slaagde hij er wel in om door te dringen tot de finale. Hierin werd hij met 20,23 aanvankelijk negende. Jaren later werd deze klassering alsnog omgezet in een zevende plaats, doordat twee voor hem geëindigde concurrenten, na op dopinggebruik te zijn betrapt, uit de klassering werden geschrapt. Twee weken na Helsinki zette Majewski de kroon op het seizoen door in Izmir kampioen kogelstoten te worden op de universiade. Met 20,60 m eindigde hij voor de Est Taavi Peetre (zilver; 20,02) en de Rus Anton Ljoeboslavski (brons; 19,40). Het was zijn eerste titel van internationaal gewicht.

### WK indoor en EK: tweemaal zesde
In 2006 startte Majewski het indoorseizoen voortvarend met een overwinning bij het kogelstoten tijdens de European Athletics Indoor Cup in Liévin, gevolgd door deelname aan de WK indoor in Moskou, waar hij met een beste stoot van 20,07 zevende werd, later vanwege de diskwalificatie van Andrej Michnevitsj aangepast naar een zesde plaats. Vervolgens veroverde hij tijdens de European Cup Winter Throwing in Tel Aviv een bronzen medaille, later omgezet in zilver vanwege de diskwalificatie van de aanvankelijke winnaar Michnevitsj.
Het buitenseizoen begon Majewski dat jaar met een goed optreden op de FBK Games in Hengelo, om daarna op de Europese kampioenschappen in Göteborg met 19,85 aanvankelijk achtste, later - door eerder genoemde diskwalificaties - zesde te worden. Aan het eind van het Europese seizoen nam hij voor het eerst deel aan de Wereldatletiekfinale in Stuttgart, wat hem met 20,13 een zevende plaats opleverde. Hij eindigde het jaar met twee starts in Azië, waarbij hij in Shanghai met 20,66 zijn beste jaarprestatie leverde.

### WK 2007: dicht bij het podium

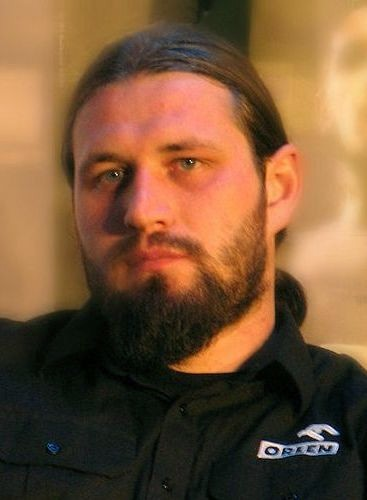
Tomasz Majewski in 2008.

Het jaar 2007 stond voor Thomasz Majewski in het teken van de WK in Osaka. Hij sloeg er de EK indoor in Birmingham zelfs voor over. En inderdaad lukte het de Pool om in Osaka tot zijn beste prestatie ooit te komen. In de finale kwam hij bij zijn laatste poging tot 20,87. Hij bleef er buiten de medailles mee, omdat er nog vier man, onder wie wederom Rutger Smith, beter presteerden dan Majewski. In 2013 werd deze prestatie zelfs opgewaardeerd naar de vierde plaats, doordat de Wit-Rus Andrej Michnevitsj alsnog tegen de lamp was gelopen wegens een dopingovertreding en als gevolg hiervan met terugwerkende kracht voor het leven was geschorst.

### Olympisch kampioen 2008
Het olympische jaar 2008 werd een kroonjaar in de carrière van Tomasz Majewski. Reeds in het indoorseizoen begon de Pool erg sterk door, na met 20,51 zijn vierde nationale titel te hebben opgehaald, op 7 maart 2008 in het Spaanse Valencia bij de WK indoor een persoonlijk record van 20,93 te laten registreren. Hiermee won hij een bronzen medaille -zijn eerste op een EK- of WK-toernooi - en verbeterde hij er tevens zijn eigen Poolse indoorrecord mee.
Tijdens het buitenseizoen bleek Majewski erg constant; hij stootte regelmatig voorbij de 20,50, precies de afstand waarmee hij in dat jaar voor de zesde keer Pools outdoorkampioen werd, stelde tijdens een wedstrijd in Londen zijn PR bij tot 20,97 en werd winnaar van het kogelstoten bij de prestigieuze Herculis-meeting in Monaco. Het bleek een uitstekende voorbereiding voor de Olympische Spelen in Peking, want daar groeide Tomasz Majewski boven zichzelf uit. Dat begon al in de kwalificatieronde, waarin hij voor het eerst in zijn loopbaan met een stoot van 21,04 de 21 metergrens passeerde. Hij was de enige, wat hem gelijk tot favoriet maakte voor de gouden medaille. Die verwachting maakte hij waar, want in de finale overtrof hij wederom zichzelf, eerst door bij zijn derde poging met 21,21 definitief de leiding in de wedstrijd te nemen en vervolgens door in de vierde ronde door te stoten naar 21,51, een afstand die de concurrentie te machtig bleek. De Amerikaan Christian Cantwell werd met 21,09 tweede, de Wit-Rus Andrej Michnevitsj derde met 21,05. Die raakte deze derde plaats in 2013 echter weer kwijt vanwege zijn eerder gemelde dopingovertreding. Hierdoor schoof de Canadees Dylan Armstrong met 21,04 alsnog op naar de derde plaats. Voor het eerst sinds Władysław Komar op de Spelen in 1972 was een Poolse kogelstoter olympisch kampioen geworden. Het was bovendien de eerste Poolse medaille van de Spelen in Peking en de zestigste in de Poolse olympische geschiedenis.

### Eerste op EK indoor en tweede op WK

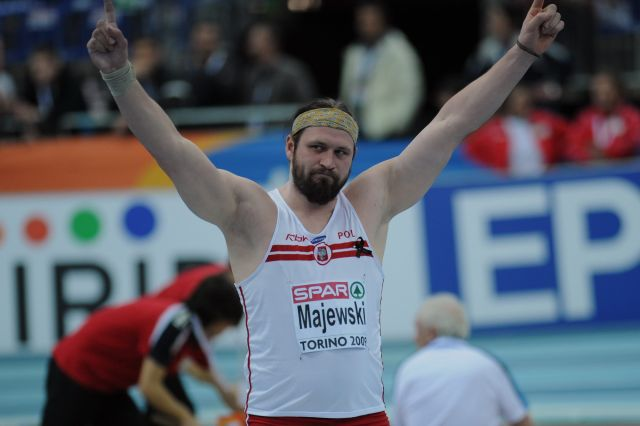
Majewski viert zijn overwinning tijdens de EK indoor van 2009, Turijn.

Aanvankelijk lag het niet in Majewski’s bedoeling om in 2009 aanwezig te zijn op de EK indoor in Turijn. Hij nam de eerste maanden slechts sporadisch aan indoorwedstrijden deel, maar toen hij op 27 februari in Chemnitz tot een afstand kwam van 21,10, een nationaal indoorrecord, veranderde hij van mening. Het leverde hem een volgende titel op, want in de Turijnse Oval Lingotto was hij met zijn beste stoot van 21,10 veel te sterk voor de concurrentie, van wie de als tweede geëindigde Fransman Yves Niaré met zijn 20,42 al meer dan een halve meter op de Pool moest toegeven.
Een sterk buitenseizoen volgde, te beginnen bij de FBK Games, waarin de Pool tot 21,19 kwam. Vervolgens stootte hij bij diverse gelegenheden voorbij de 21 meter, eerst op 25 juli uitmondend in een PR-prestatie van 21,64 in Barcelona, waarna hij vijf dagen later op de DN Galan in Stockholm tot 21,95 kwam, een verbetering van het Poolse outdoorrecord dat sinds 1983 met 21,68 op naam had gestaan van Edward Sarule. Het maakte hem opnieuw tot een grote kanshebber voor het goud op de WK in Berlijn. In de Duitse hoofdstad bleek Christian Cantwell echter een harder te kraken noot dan een jaar eerder in Peking. Nadat Majewski opnieuw als enige de kwalificatieronde had afgesloten met een stoot voorbij de 21 meter (21,19), nam de Amerikaan in de finale al in de eerste ronde de leiding met 21,54. Vervolgens was het Majewski die in de vierde ronde met 21,68 het voortouw nam, waarna Cantwell in de vijfde ronde pareerde met een stoot voorbij de 22 meter: 22,03. Majewski kwam nog tot 21,91, vier centimeter verwijderd van zijn PR-prestatie, maar de Amerikaan bleef aan de leiding en stond die niet meer af. De Duitser Ralf Bartels werd in eigen huis met 21,37 derde.
Na aan het einde van het seizoen aan nog enkele wedstrijden te hebben deelgenomen, waaronder de wereldatletiekfinale in Thessaloniki, trad Tomasz Majewski in oktober 2009 in het huwelijk met Annę Turzyniecką.

### EK-verlies toch winst in 2010
In de aanloop naar de WK indoor van 2010 in Qatar kampte Malewski met rugproblemen. Het verhinderde hem niet om zijn zesde nationale indoortitel bij het kogelstoten te veroveren - 19,99 was daartoe voldoende - waarna hij in Qatar weer met de besten kon meekomen. Ondanks een PR-indoorprestatie van 21,20, opnieuw een nationaal record, zat er deze keer echter niet meer in dan een vijfde plaats, later door de diskwalificatie van Michnevitsj opgewaardeerd naar een vierde plaats. Christian Caldwell (eerste met 21,83), Ralf Bartels (tweede met 21,44) en Dylon Armstrong (derde met 21,39) waren hem de baas gebleven en dat stak de Pool, die dit zag als de grootste nederlaag in zijn carrière.
Gedurende het zomerseizoen kwam hij bij diverse gelegenheden met de kogel weer voorbij de 21 meter, maar grote uitschieters bleven achterwege. Dat hij op de EK in Barcelona ten slotte met één centimeter verschil werd geklopt door Andrej Michnevitsj (21,01 om 21,00) en met zilver huiswaarts moest keren, beschouwde hij als een mislukking, ook al zou de gouden medaille hem in latere jaren door de diskwalificatie van de Wit-Rus alsnog worden toegekend. Zijn beste jaarprestatie kwam ten slotte tot stand op de Memorial Van Damme in Brussel, waar hij achter de Amerikanen Reese Hoffa (22,16) en Christian Caldwell (21,62) bij het kogelstoten derde werd met 21,44.
Na afloop van het seizoen onderging Majewski een operatie aan zijn schouder, waarmee hij als sinds 2009 problemen had gehad. In 2011 wilde hij, na zijn herstel, sterker dan ooit terugkeren en was het overschrijden van de 22 metergrens zijn doel.

### Prolongatie olympische titel
Op 3 augustus 2012 prolongeerde Majewski zijn olympische titel kogelstoten. In Londen werd hij eerste voor de Duitser David Storl, die het zilver pakte en de Amerikaan Reese Hoffa, die de bronzen plak veroverde.

## Titels
- Olympisch kampioen kogelstoten - 2008, 2012
- Europees kampioen kogelstoten - 2010
- Europees indoorkampioen kogelstoten - 2009
- Kampioen Jeux de la Francophonie kogelstoten - 2013
- Universitair kampioen kogelstoten - 2005
- Pools kampioen kogelstoten - 2002, 2003, 2004, 2005, 2007, 2008, 2009, 2010, 2011, 2012, 2013, 2014
- Pools indoorkampioen kogelstoten - 2004, 2005, 2006, 2008, 2009, 2010, 2012, 2014

## Persoonlijke records
| Onderdeel             | Prestatie           | Datum        | Plaats    |
| --------------------- | ------------------- | ------------ | --------- |
| kogelstoten (outdoor) | 21,95 m (nat. rec.) | 30 juni 2009 | Stockholm |
| kogelstoten (indoor)  | 21,72 m (nat. rec.) | 9 maart 2012 | Istanboel |

## Palmares

### kogelstoten
Kampioenschappen
- 2000: 7e Poolse kamp. - 16,72 m
- 2001: 6e Poolse indoorkamp. - 17,61 m
- 2001: 6e Poolse kamp. - 17,83 m
- 2002: 5e Poolse indoorkamp. - 18,07 m
- 2002:  Poolse kamp. - 19,33 m
- 2003:  Poolse indoorkamp. - 19,15 m
- 2003: 4e Europacup te Florence - 20,09 m
- 2003: 4e EK U23 te Bydgoszcz - 19,92 m
- 2003:  Poolse kamp. - 19,63 m
- 2003: 5e Universiade - 18,87 m
- 2004:  Poolse indoorkamp. - 20,01 m
- 2004: 4e WK indoor - 20,83 m (nat. rec.)
- 2004: 4e Europacup - 19,90 m
- 2004:  Poolse kamp. - 20,21 m
- 2004: 9e in kwal. OS - 19,55 m
- 2005:  Poolse indoorkamp. - 19,80 m
- 2005: 10e in kwal. EK indoor - 19,57 m
- 2005: 4e Europacup - 20,13 m
- 2005:  Poolse kamp. - 20,13 m
- 2005: 7e WK - 20,23 m (na DQ Bilonoh + Michnevitsj)
- 2005:  Universiade - 20,60 m
- 2006:  Poolse indoorkamp. - 20,01 m
- 2006: 6e WK indoor - 20,07 m (na DQ Michnevitsj) (in serie 20,19 m)
- 2006:  Europese Indoorcup - 20,60 m
- 2006:  Europese Wintercup - 20,26 m (na DQ Michnevitsj)
- 2006: 4e FBK Games - 20,14 m
- 2006: 6e Europacup - 19,83 m
- 2006: 6e EK - 19,85 m (na DQ Bilonoh + Michnevitsj)
- 2006: 7e Wereldatletiekfinale - 20,13 m
- 2007:  Poolse indoorkamp. - 19,69 m
- 2007:  Poolse kamp. - 20,07 m
- 2007: 4e WK - 20,87 m (na DQ Michnevitsj)
- 2008:  Poolse indoorkamp. - 20,51 m
- 2008:  WK indoor - 20,93 m
- 2008:  Poolse kamp. - 20,50 m
- 2008:  Herculis-meeting in Monaco - 20,44 m
- 2008:  OS - 21,51 m
- 2009:  Poolse indoorkamp. - 20,47 m
- 2009:  EK indoor - 21,02 m
- 2009:  FBK Games - 21,19 m
- 2009:  Poolse kamp. - 21,17 m
- 2009:  DN Galan te Stockholm - 21,95 m (nat. rec.)
- 2009:  WK - 21,91 m
- 2009:  Wereldatletiekfinale - 21,21 m
- 2010:  Poolse indoorkamp. - 19,99 m
- 2010: 4e WK indoor - 21,20 m
- 2010:  Bislett Games te Oslo - 21,12 m
- 2010:  Poolse kamp. - 21,25 m
- 2010:  EK - 21,00 m (na DQ Michnevitsj)
- 2010:  DN Galan - 21,01 m
- 2011:  Poolse kamp. - 20,94 m
- 2011: 9e WK - 20,18 m
- 2012:  Poolse indoorkamp. - 21,05 m
- 2012:  WK indoor - 21,72 m (na DQ Michnevitsj)
- 2012:  Poolse kamp. - 21,07 m
- 2012:  OS - 21,89 m
- 2013:  Poolse kamp. - 20,69 m
- 2013:  Jeux de la Francophonie - 20,18 m
- 2013: 6e WK - 20,98 m
- 2014:  Poolse indoorkamp. - 20,70 m
- 2014:  Poolse kamp. - 20,29 m
- 2014:  EK - 20,83 m
- 2015: 6e WK - 20,82 m
- 2016: 6e OS - 20,72 m

Diamond League-podiumplaatsen
- 2010:  Bislett Games - 21,12 m
- 2010:  DN Galan - 21,01 m
- 2010:  London Grand Prix - 21,20 m
- 2010:  Weltklasse Zürich - 21,28 m
- 2010:  Memorial Van Damme - 21,44 m
- 2011:  Golden Gala - 21,20 m
- 2011:  Athletissima - 21,55 m
- 2011:  Aviva British Grand Prix - 20,90 m
- 2011:  DN Galan - 21,60 m
- 2012:  Prefontaine Classic – 21,60 m
- 2012:  Bislett Games – 21,36 m
- 2012:  London Grand Prix – 21,28 m
- 2012:  DN Galan – 21,01 m
- 2012:  Weltklasse Zürich – 21,18 m
- 2016:  Bislett Games - 20,56 m

1896: Bob Garrett ·
1900: Richard Sheldon ·
1904: Ralph Rose ·
1906: Martin Sheridan ·
1908: Ralph Rose ·
1912: Pat McDonald ·
1920: Ville Pörhölä ·
1924: Bud Houser ·
1928: John Kuck ·
1932: Leo Sexton ·
1936: Hans Woellke ·
1948: Wilbur Thompson ·
1952: Parry O'Brien ·
1956: Parry O'Brien ·
1960: Bill Nieder ·
1964: Dallas Long ·
1968: Randy Matson ·
1972: Władysław Komar ·
1976: Udo Beyer ·
1980: Vladimir Kiseljov ·
1984: Alessandro Andrei ·
1988: Ulf Timmermann ·
1992: Mike Stulce ·
1996: Randy Barnes ·
2000: Arsi Harju ·
2004: Adam Nelson ·
2008: Tomasz Majewski ·
2012: Tomasz Majewski ·
2016: Ryan Crouser ·
2020: Ryan Crouser ·
2024: Ryan Crouser
- World Athletics: 14217130
- Nationale Bibliotheek van Polen: a0000003138574
- Virtual International Authority File: 307175142